# Perisama gisco
Perisama gisco är en fjärilsart som beskrevs av Frederick DuCane Godman och Osbert Salvin 1880. Perisama gisco ingår i släktet Perisama och familjen praktfjärilar. Inga underarter finns listade i Catalogue of Life.

## Bildgalleri

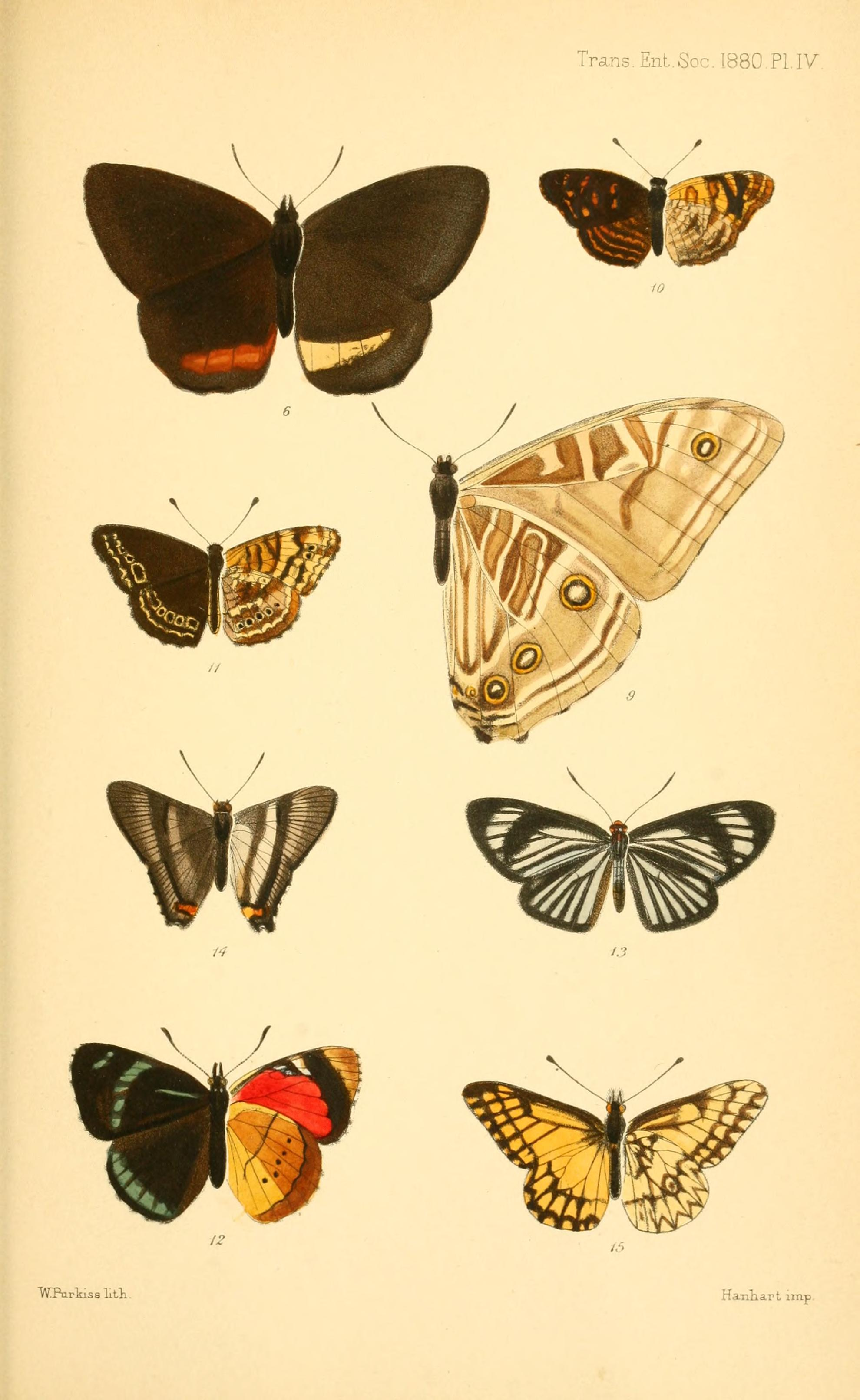